# Colotis
Colotis es un género de mariposas de la familia Pieridae (subfamilia Pierinae, tribu Colotini). Incluye 3 subgéneros, 49 especies y 87 subespecies, que se distribuyen por África, India,  Ceilan, Rodesia, Madagascar, Líbano, Siria, Israel, Turquía, Afganistán, Baluchistan, Chad, Etiopía, Golfo Pérsico y Arabia.

## Especies
- Colotis amata (Fabricius, 1775)
- Colotis antevippe (Boisduval, 1836)
- Colotis aurigineus (Butler, 1883)
- Colotis aurora (Cramer, 1780)
- Colotis auxo (Lucas, 1852)
- Colotis bacchus (Butler, 1888)
- Colotis celimene (Lucas, 1852)
- Colotis chrysonome (Klug, 1829)
- Colotis daira (Klug, 1829)
- Colotis danae (Fabricius, 1775)
- Colotis dissociatus (Butler, 1897)
- Colotis doubledayi (Hopffer, 1862)
- Colotis elgonensis (Sharpe, 1891)
- Colotis ephyia (Klug, 1829)
- Colotis erone (Angas, 1849)
- Colotis etrida (Boisduval, 1836)
- Colotis eucharis (Fabricius, 1775)
- Colotis euippe (Linnaeus, 1758)
- Colotis eunoma (Hopffer, 1855)
- Colotis evagore (Klug, 1829)
- Colotis evanthe (Boisduval, 1836)
- Colotis evanthides (Holland, 1896)
- Colotis evenina (Wallengren, 1857)
- Colotis fausta (Olivier, 1804)
- Colotis guenei (Mabille, 1877)
- Colotis halimede (Klug, 1829)
- Colotis hetaera (Gerstaecker, 1871)
- Colotis hildebrandti (Staudinger, 1885)
- Colotis incretus (Butler, 1881)
- Colotis ione (Godart, 1819)
- Colotis lais (Butler, 1876)
- Colotis liagore (Klug, 1829)
- Colotis mananhari (Ward, 1870)
- Colotis pallene (Hopffer, 1855)
- Colotis phisadia (Godart, 1819)
- Colotis protractus (Butler, 1876)
- Colotis pleione (Klug, 1829)
- Colotis protomedia (Klug, 1829)
- Colotis regina (Trimen, 1863)
- Colotis rogersi (Dixey, 1915)
- Colotis ungemachi (Le Cerf, 1922)
- Colotis venosa (Staudinger, 1885)
- Colotis vesta (Reiche, 1849)
- Colotis vestalis (Butler, 1876)
- Colotis zoe (Grandidier, 1867)

Subgénero Teracolus (Swainson, 1833)
- Colotis eris (Klug, 1829)
- Colotis subfasciatus (Swainson, 1833)

Subgénero Cuneacolotis (Henning et al., 1997)
- Colotis agoye (Wallengren, 1857)

Subgénero Gideona (Klots, 1933)
- Colotis lucasi (Grandidier, 1867)